# Venaria Reale
Venaria Reale o simplemente Venaria ([ve-na-rì-a]; en piamontés, La Venarìa Regia) es un municipio italiano situado en la ciudad metropolitana de Turín, en Piamonte. Tiene una población estimada, a fines de junio de 2024, de 32 150 habitantes.

## Toponimia
Aunque hasta el momento no se ha encontrado ningún documento que acredite oficialmente el cambio de topónimo, se supone que la modificación del nombre de "Altessano Superiore" a "Venaria Reale" se produjo en la segunda mitad del siglo XVII, cuando comenzó a utilizarse el nombre "Venaria Reale" para referirse al territorio de caza de los duques de Saboya. Posteriormente se habría extendido por costumbre a toda la ciudad.

## Lugares de interés
En el municipio están dos de las Residencias de la Casa Real de Saboya, declaradas Patrimonio de la Humanidad por la UNESCO: la Reggia di Venaria, de los siglos XVI-XVII, y los Castillo de la Mandria.

## Evolución demográfica
| Gráfica de evolución demográfica de Venaria Reale entre 1861 y 2024 |
|                                                                     |
| Fuente: ISTAT - Elaboración gráfica de Wikipedia                    |